# 1904 Massevitch
1904 Massevitch è un asteroide della fascia principale. Scoperto nel 1972, presenta un'orbita caratterizzata da un semiasse maggiore pari a 2,7459569 UA e da un'eccentricità di 0,0721823, inclinata di 12,81715° rispetto all'eclittica.
L'asteroide è dedicato all'astrofisica sovietica Alla Genrichovna Masevitsj.